# Triple Feature (álbum de Kansas)
Triple Feature es un álbum recopilatorio de la banda estadounidense de rock progresivo Kansas y fue publicado en 2009 por la discográfica Sony BMG Music Entertainment.
Este recopilado compuesto de tres discos compactos enumera los temas de los álbumes de estudio Kansas, Masque y Monolith, lanzados de 1974 a 1979. Triple Feature contiene las canciones extra que fueron incluidas en las reediciones de las dos producciones antes mencionadas.

## Lista de canciones

### Disco uno -Kansas
| Side one |                                    |                                                      |          |  |
| N.º      | Título                             | Escritor(es)                                         | Duración |  |
| 1.       | «Can I Tell You»                   | Steve Walsh / Phil Ehart / Rich Williams / Dave Hope | 3:32     |  |
| 2.       | «Bringing It Back»                 | J.J. Cale                                            | 3:33     |  |
| 3.       | «Lonely Wind»                      | Steve Walsh                                          | 4:16     |  |
| 4.       | «Belexes»                          | Kerry Livgren                                        | 4:23     |  |
| 5.       | «Journey from Mariabronn»          | Walsh / Livgren                                      | 7:55     |  |
| 6.       | «The Pilgrimage»                   | Walsh / Livgren                                      | 3:42     |  |
| 7.       | «Aperçu»                           | Walsh / Livgren                                      | 9:43     |  |
| 8.       | «Death of the Mother Nature Suite» | Kerry Livgren                                        | 7:43     |  |
| 9.       | «Bringing it Back» (en vivo)       | J.J. Cale                                            | 9:41     |  |

### Disco dos -Masque
| Side one |                                           |                          |          |  |
| N.º      | Título                                    | Escritor(es)             | Duración |  |
| 1.       | «It Takes a Woman's Love (To Make a Man)» | Steve Walsh              | 3:08     |  |
| 2.       | «Two Cents Worth»                         | Walsh / Livgren          | 3:08     |  |
| 3.       | «Icarus - Borne of Wings of Steel»        | Walsh / Livgren          | 6:03     |  |
| 4.       | «All the World»                           | Walsh / Robby Steinhardt | 7:11     |  |
| 5.       | «Child of Innocence»                      | Kerry Livgren            | 4:36     |  |
| 6.       | «It's You»                                | Steve Walsh              | 5:04     |  |
| 7.       | «Mysteries and Mayhem»                    | Walsh / Livgren          | 4:18     |  |
| 8.       | «The Pinnacle»                            | Kerry Livgren            | 9:44     |  |
| 9.       | «Child of Innocence» (demo)               | Kerry Livgren            | 5:07     |  |
| 10.      | «It's You» (demo)                         | Steve Walsh              | 2:42     |  |

### Disco tres -Monolith
| Side one |                                 |                               |          |  |
| N.º      | Título                          | Escritor(es)                  | Duración |  |
| 1.       | «On the Other Side»             | Kerry Livgren                 | 6:26     |  |
| 2.       | «People of the South Wind»      | Kerry Livgren                 | 3:41     |  |
| 3.       | «Angels Have Fallen»            | Steve Walsh                   | 6:36     |  |
| 4.       | «How My Soul Cries Out for You» | Steve Walsh                   | 5:18     |  |
| 5.       | «A Glimpse of Home»             | Kerry Livgren                 | 7:10     |  |
| 6.       | «Away from You»                 | Steve Walsh                   | 4:20     |  |
| 7.       | «Stay Out of Trouble»           | Walsh / Steinhardt / Williams | 4:12     |  |
| 8.       | «Reason to Be»                  | Kerry Livgren                 | 3:50     |  |

## Créditos
- Steve Walsh — voz principal y coros, piano, órgano, clavinet y congas
- Kerry Livgren — guitarra, guitarra acústica, piano, órgano, sintetizador Moog y coros
- Robby Steinhardt — voz principal, coros, violín, viola y yunque (en la canción «On the Other Side»)
- Rich Williams — guitarra acústica, guitarra eléctrica y coros
- Dave Hope — bajo y coros
- Phil Ehart — batería, percusiones y coros